# أهوروك (بابويي)
أهوروك (بالفارسية: اهوروک) هي قرية تقع في إيران في قسم بابويي الريفي. يقدر عدد سكانها بـ 59 نسمة بحسب إحصاء 2016.